# Königin-Luise-Brücke

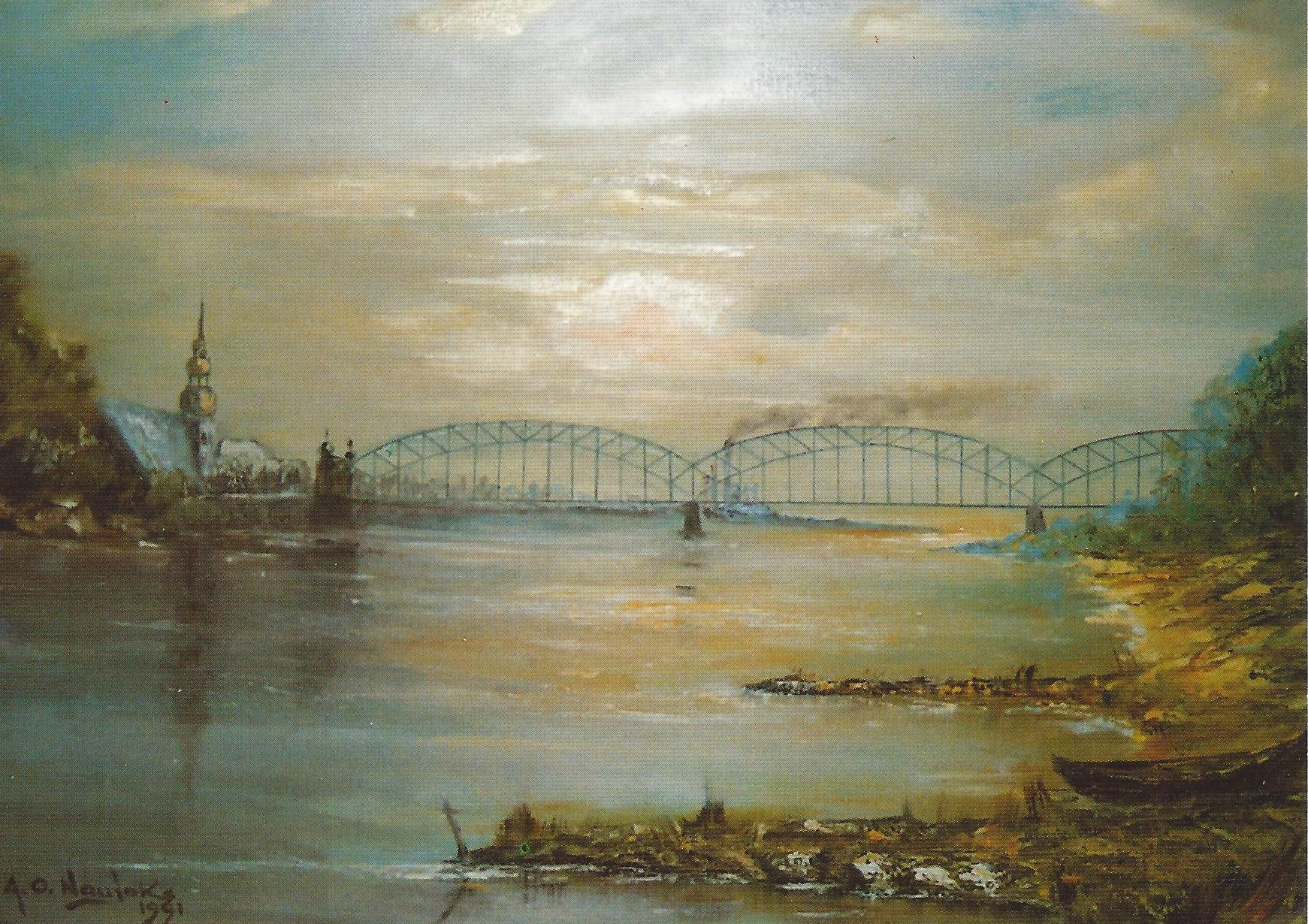
Blick von Osten (A. O. Naujoks)

Die Königin-Luise-Brücke (russisch Мост королевы Луизы, litauisch Karalienės Luizos tiltas), benannt nach Luise von Mecklenburg-Strelitz, verbindet die südlich der Memel gelegene Stadt Sowjetsk (Tilsit) mit Panemunė auf der Nordseite. Die Brücke war einer der wichtigsten Memelübergänge nach Preußisch Litauen. Seit 1946 verbindet sie die Oblast Kaliningrad mit Litauen.

## Geschichte
Bis 1906 befand sich an dieser Stelle eine Pontonbrücke. Als sie dem steigenden Verkehrsaufkommen nicht mehr gerecht wurde, baute man eine 416 m lange Brücke, die aus drei eisernen Bogenfachwerkträgern mit Zugband und Längen von jeweils 105 m und einer Klappbrücke bestand. Zur Stadtseite steht noch heute das markante Brückenportal. Es trug die Inschrift KÖNIGIN LUISE-BRÜCKE. Der barocke Baustil passte zur benachbarten Deutschen Kirche. Am 18. Oktober 1907 – hundert Jahre nach dem Frieden von Tilsit und Luises Bittgang zu Kaiser Napoleon – wurde sie eingeweiht. Vor dem Brückenportal befand sich die Klappbrücke, um bis zu 12 m breiten Schiffen mit einem hohen Mast die Durchfahrt zu ermöglichen. Unter den Bögen betrug die Durchfahrtshöhe 19 m.
Zu Beginn des Ersten Weltkrieges, im August 1914, hatten russische Truppen Tilsit besetzt. Als sie abzogen, wollten sie die Brücke sprengen. Dem preußischen Artillerie-Hauptmann Fletcher gelang es, am 12. September 1914 die Zündschnur zu kappen. Die Brücke blieb erhalten. Der Getreidemarkt an der Deutschen Kirche, der frühere Holzmarkt, wurde zum Fletcher-Platz.
Im Zweiten Weltkrieg sprengten deutsche Pioniere 1944 die Brücke; die Eroberung Tilsits durch die Rote Armee konnten sie damit allerdings nicht verhindern. Das südliche Brückenportal blieb stehen. Als Ersatzbauten entstanden eine hölzerne Pfahlbrücke, danach 1946/47, nach Räumung der zerstörten Brücke, eine hölzerne Bogenbrücke. Diese Brücke widerstand dem Hochwasser und Eisgang nicht und musste wegen Baufälligkeit bald abgebrochen werden. An der alten Stelle wurde in den 1960er Jahren schließlich eine stählerne Balkenbrücke mit mehr Stützpfeilern gebaut. Das Brückenportal wurde in vereinfachter Form einbezogen.
1,6 km stromabwärts (westlich) stand die eingleisige Brücke für die Tilsit-Memeler Bahn. Sie war für zwei Gleise ausgelegt. Auch sie wurde 1944 von deutschen Pionieren gesprengt.

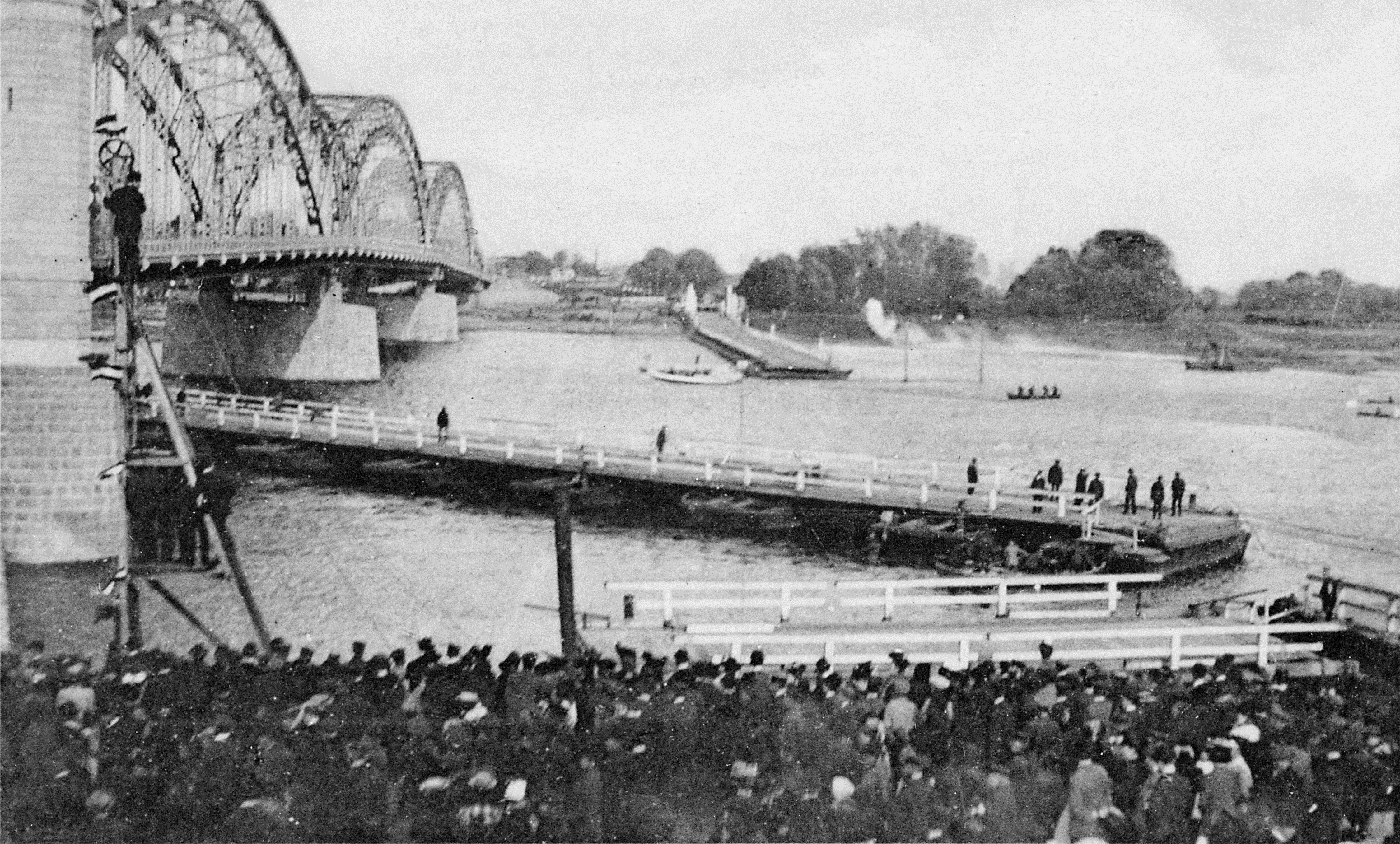
Abschwenken der Schiffbrücke (1907)
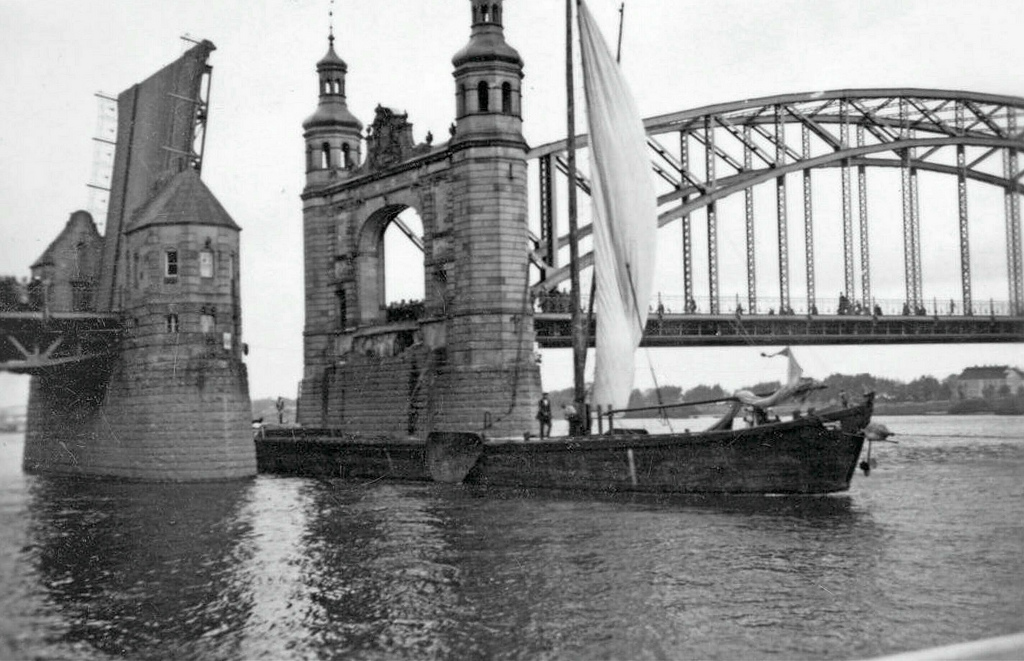
Zugbrücke mit Wittine (1911)
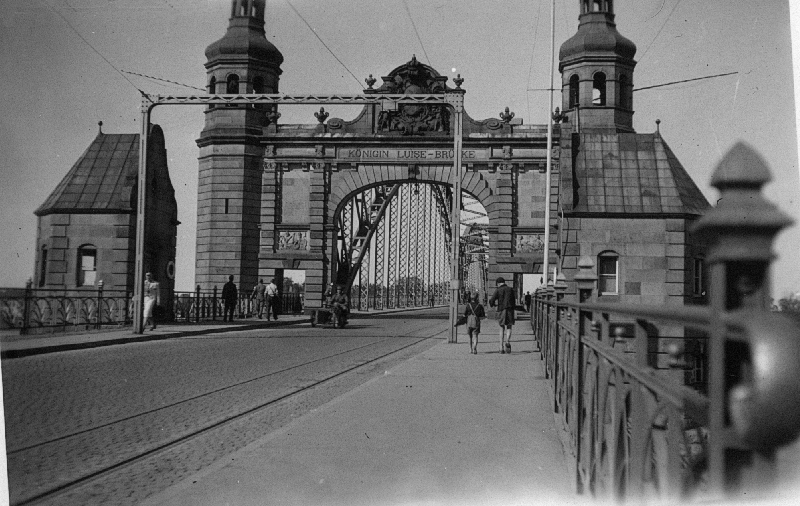
Portal (1943)
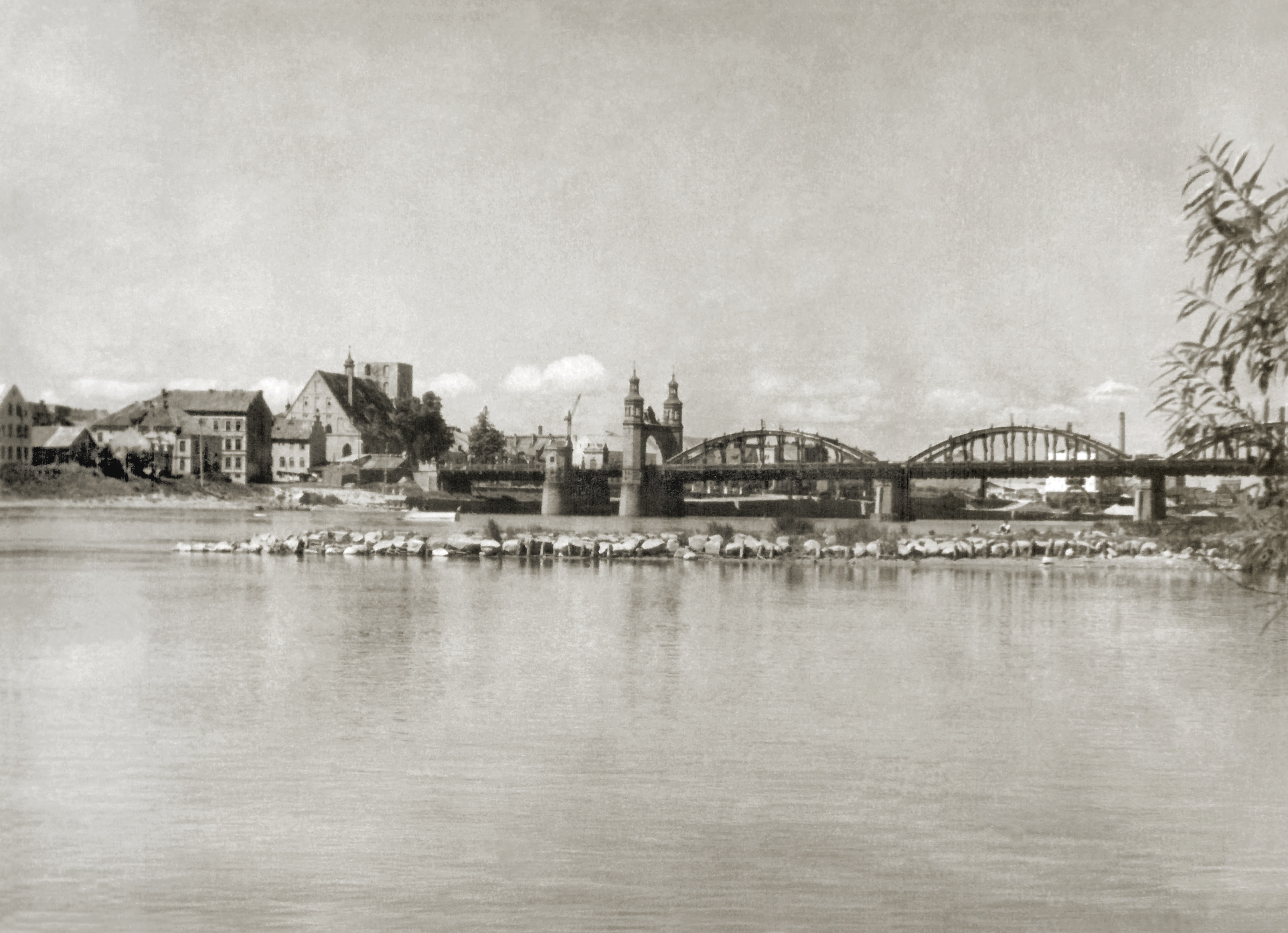
Holzbrücke (1946–1950)
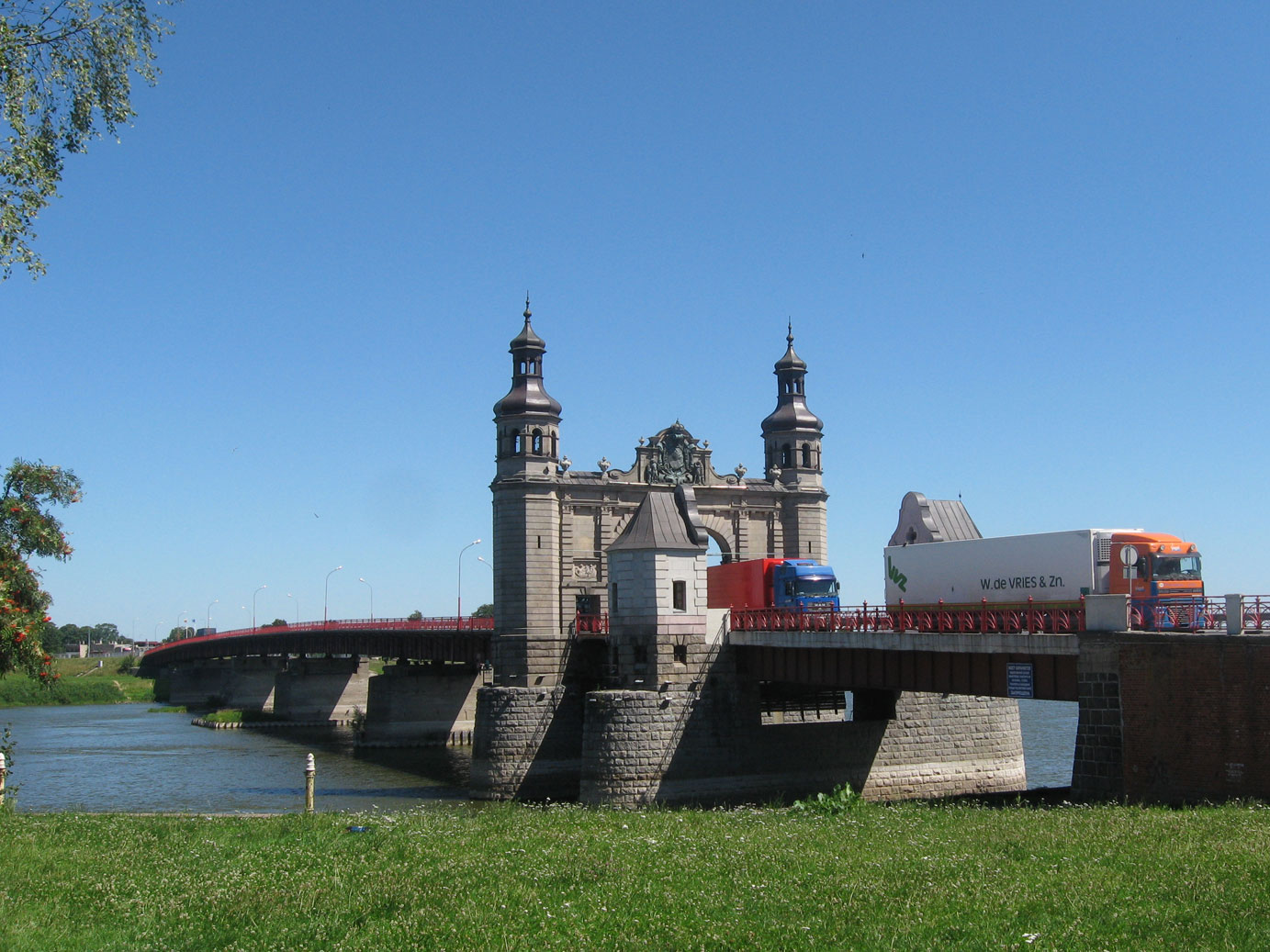
2008